# Royal Étrier belge
Le Royal Étrier belge est un centre équestre conçu en 1929 par l'architecte Gaston Ide. Il est créé à l'initiative de la famille Solvay et fondé par Albert du Roy de Blicquy afin d'offrir aux officiers, à l'aristocratie et aux membres de la haute bourgeoisie un centre hippique.
Bâtiment classé depuis 2008, le Royal Étrier Belge est inscrit au patrimoine architectural de la Région Bruxelles-Capitale[source secondaire souhaitée].